# Сухоренчек
Сухоренчек (пол. Suchoręczek) — село в Польщі, у гміні Кциня Накельського повіту Куявсько-Поморського воєводства.
Населення — 53 особи (2011).
У 1975-1998 роках село належало до Бидгощського воєводства.

## Демографія
Демографічна структура станом на 31 березня 2011 року:
|          | Загалом | Допрацездатний вік | Працездатний вік | Постпрацездатний вік |
| -------- | ------- | ------------------ | ---------------- | -------------------- |
| Чоловіки | 25      | 7                  | 16               | 2                    |
| Жінки    | 28      | 4                  | 18               | 6                    |
| Разом    | 53      | 11                 | 34               | 8                    |